# Park im. Juliusza Słowackiego w Bielsku-Białej

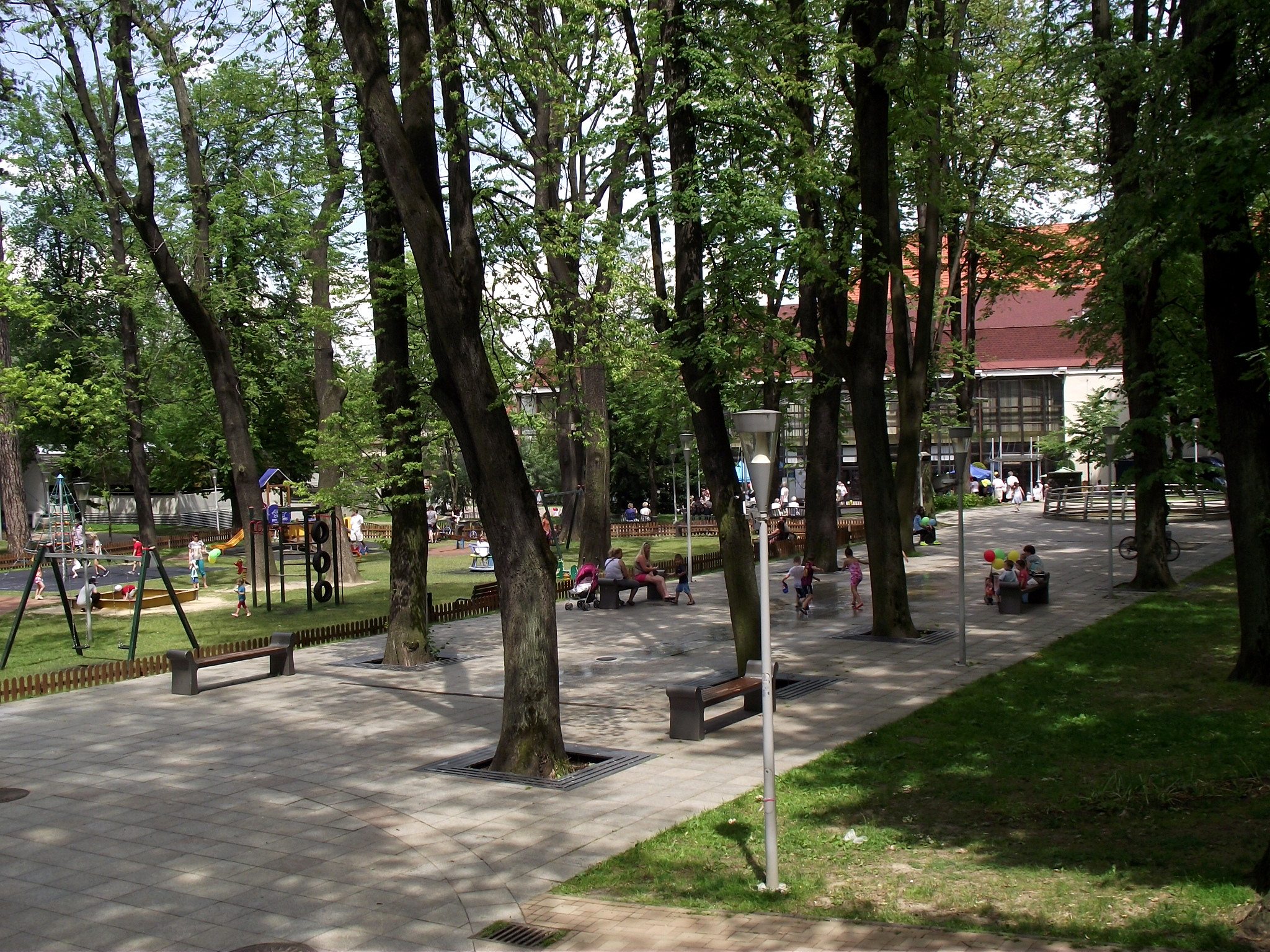
Główna aleja parku

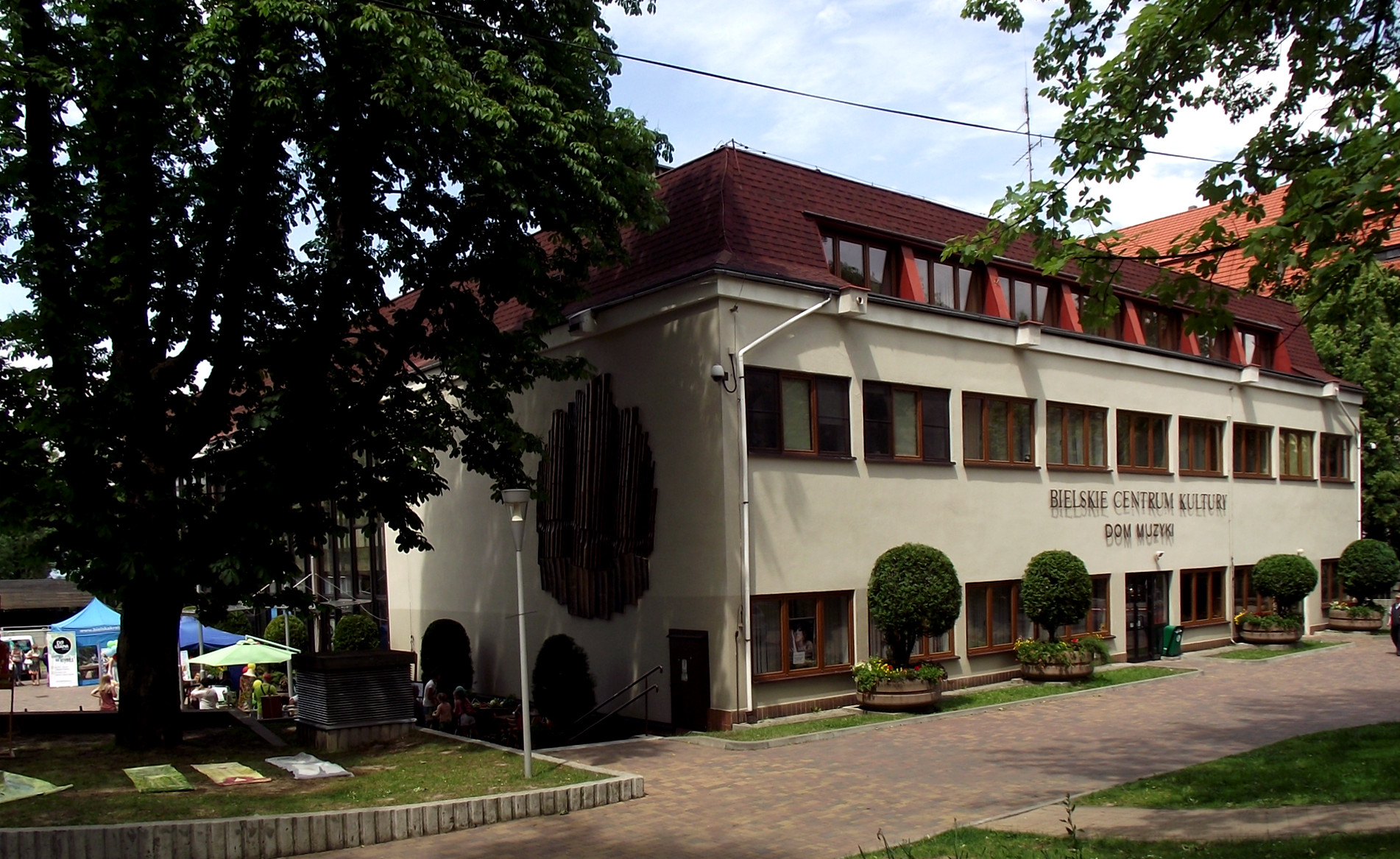
Bielskie Centrum Kultury i główne wejście do parku

Park im. Juliusza Słowackiego w Bielsku-Białej – park miejski znajdujący się w centrum Bielska-Białej, na historycznym Dolnym Przedmieściu, pomiędzy ulicami: J. Słowackiego, F. Chopina, Z. Lubertowicza i Piastowską.
Powstał w 1898 r. jako Park Jubileuszowy im. Cesarza Franciszka Józefa I w miejscu cmentarza cholerycznego z lat 1830–1832. Zwany był też Parkiem na Strzelnicy, ponieważ na jego terenie funkcjonowała strzelnica bractwa kurkowego (strzeleckiego) założonego w 1794 r. i działającego do roku 1939. Nazwę Park im. Juliusza Słowackiego nadano po 1918 r..
Głównym obiektem parku jest położony we wschodniej jego części (przy ul. Słowackiego) Dom Muzyki – siedziba Bielskiego Centrum Kultury. Został wybudowany w 1831 r. jako siedziba bractwa kurkowego, a jednocześnie został przystosowany do organizacji publicznych zebrań, uroczystości i balów. W 1880 r. budynek rozbudowano o tzw. wielką salę utrzymaną w stylu neoklasycystycznym. Do poł. XX w. odbywała się tu większość bielskich wydarzeń kulturalnych i politycznych. W 1891 r. na krótko obiekt zaadaptowano na koszary, po czym cztery lata później powrócił do miasta i ponownie zaczął być eksploatowany w celach rozrywkowych. W latach 80. XX w. od strony południowej i zachodniej dobudowano salę koncertową na 500 miejsc wraz z zapleczem.

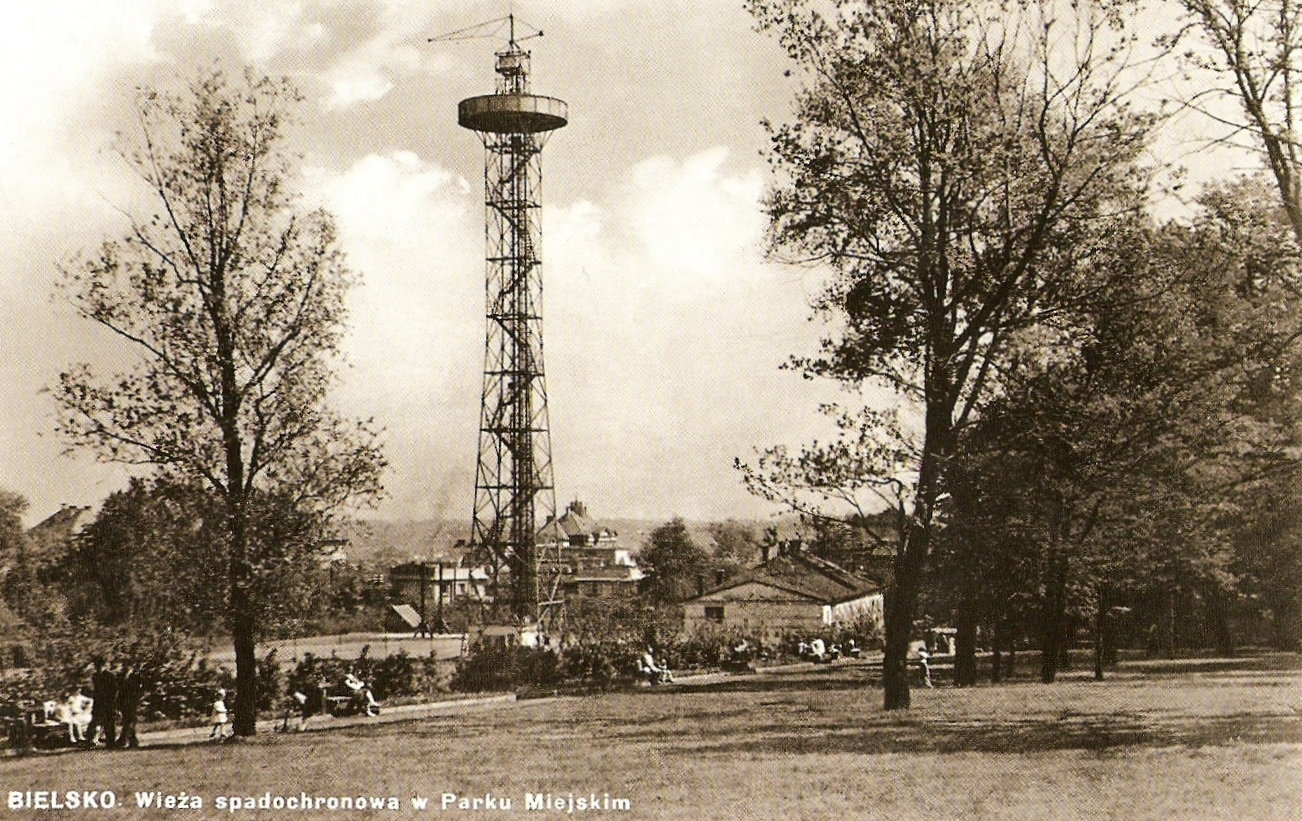
Park i wieża spadochronowa w 1938 roku

W północnej części parku znajduje się sztuczne lodowisko oraz kompleks powstały w ramach programu Orlik 2012, wybudowany na miejscu dawnego boiska Międzyszkolnego Ośrodka Sportowego, składający się z boiska piłkarskiego o wymiarach 30×62 m, boiska wielofunkcyjnego o wymiarach 20×30 m oraz bieżni lekkoatletycznej. W latach 1938–1939 w tym miejscu znajdowała się 40-metrowa wieża spadochronowa.
Na terenie parku znajdują się dwie fontanny: w części środkowej oraz północno-wschodniej, pomiędzy Bielskim Centrum Kultury a ul. Piastowską.
W bielskim Parku Słowackiego znajdują się również dwa dęby szypułkowe będące pomnikami przyrody.